# Mathilde Comont
Mathilde Comont est une actrice française, née le 9 septembre 1886 à Bordeaux (Gironde), morte le 21 juin 1938 à Los Angeles — Quartier d'Hollywood (Californie), ayant fait carrière principalement aux États-Unis.

## Biographie
Mathilde Comont apparaît d'abord au cinéma dans sept courts métrages français, sortis en 1908 et 1909 (dont Ordre du roy de Michel Carré, 1909).
Puis, installée définitivement aux États-Unis, elle y débute dans trois courts-métrages sortis en 1917, deux de Max Linder, le troisième de William Beaudine. Comme second rôle de caractère (parfois non créditée), elle contribue à une soixantaine de films américains (dont une trentaine muets), où son physique imposant se remarque. Son dernier film est SOS vertu ! de Leigh Jason (avec Miriam Hopkins et Ray Milland), sorti en décembre 1937, quelques mois avant sa mort prématurée, d'une crise cardiaque.
Parmi ses films notables, citons Rosita d'Ernst Lubitsch et Raoul Walsh (1923, avec Mary Pickford dans le rôle-titre), La Bohème de King Vidor (1926, avec Lillian Gish et John Gilbert), La Monstrueuse Parade de Tod Browning (1932, avec Wallace Ford et Leila Hyams), ou encore Anthony Adverse de Mervyn LeRoy (1936, avec Fredric March dans le rôle-titre et Olivia de Havilland).

## Filmographie partielle

### Période française (1908-1909)
(courts-métrages exclusivement)
- 1908 : Mon chef vient déjeuner de Maurice de Féraudy
- 1908 : Les Vingt-huit Jours de Clairette de Maurice de Féraudy
- 1909 : Ce que femme veut de Georges Monca
- 1909 : La Dormeuse de Michel Carré
- 1909 : Ordre du roy de Michel Carré
- 1909 : Mathurin fait la noce de Michel Carré

### Période américaine (1917-1937)
- 1917 : Max veut divorcer (Max Wants a Divorce) de Max Linder (court métrage)
- 1917 : Max et son taxi (Max in a Taxi) de Max Linder (court métrage)
- 1917 : A Bad Little Good Man de William Beaudine (court métrage)
- 1918 : Eddie, Get the Mop de William Beaudine (court métrage)
- 1919 : A Rogue's Romance de James Young
- 1921 : A Tale of Two Worlds de Frank Lloyd
- 1923 : Rosita d'Ernst Lubitsch et Raoul Walsh
- 1924 : Son heure (His Hour) de King Vidor
- 1924 : Mademoiselle Midnight de Robert Z. Leonard
- 1924 : Le Voleur de Bagdad (The Thief of Bagdad) de Raoul Walsh
- 1925 : If Marriage Fails de John Ince
- 1925 : Playing with Souls de Ralph Ince
- 1926 : Le Père Goriot (Paris at Midnight) d'E. Mason Hopper
- 1926 : La Colline enchantée (The Enchanted Hill) d'Irvin Willat
- 1926 : La Bohème (titre original) de King Vidor
- 1926 : Au service de la gloire (What Price Glory) de Raoul Walsh
- 1926 : The Girl from Montmartre d'Alfred E. Green
- 1926 : The Gilded Highway de J. Stuart Blackton
- 1926 : Kiki de Clarence Brown
- 1926 : Volcano de William K. Howard
- 1926 : Puppets de George Archainbaud
- 1926 : Jim le harponneur (The Sea Beast) de Millard Webb
- 1926 : Rose of the Tenements de Phil Rosen
- 1926 : The Girl from Montmartre d'Alfred E. Green
- 1927 : The Loves of Carmen de Raoul Walsh
- 1927 : Anna Karénine (Love) d'Edmund Goulding
- 1927 : Streets of Shanghai de Louis J. Gasnier
- 1927 : The Wrong Mr. Wright de Scott Sidney
- 1928 : Ramona d'Edwin Carewe
- 1928 : The Charge of the Gauchos (Una Nueva y gloriosa nación) d'Albert H. Kelley
- 1930 : Just Like Heaven de Roy William Neill
- 1930 : Adios (The Lash) de Frank Lloyd
- 1930 : Le Démon de la mer (The Sea Bat) de Lionel Barrymore et Wesley Ruggles
- 1930 : Call of the Flesh de Charles Brabin
- 1930 : Le Chanteur de Séville de Ramón Novarro et Yvan Noé (version française de Call of the Flesh)
- 1930 : Romance de Clarence Brown
- 1930 : Along Came Youth de Lloyd Corrigan et Norman Z. McLeod
- 1931 : Rumba d'amour (The Cuban Love Song) de W. S. Van Dyke
- 1931 : The Lady Who Dared de William Beaudine
- 1932 : L'Athlète incomplet de Claude Autant-Lara (version française de Local Boy Makes Good de Mervyn LeRoy, 1931)
- 1932 : La Monstrueuse Parade (Freaks) de Tod Browning
- 1933 : Laughing at Life de Ford Beebe
- 1933 : Sérénade à trois (Design for Leaving) d'Ernst Lubitsch
- 1934 : All Men Are Enemies de George Fitzmaurice
- 1934 : Cœur de tzigane (Caravan) d'Erik Charell
- 1935 : Escapade de Robert Z. Leonard
- 1935 : Waterfront Lady (en) de Joseph Santley
- 1935 : Le Mirage de l'amour (Here's to Romance) de Alfred E. Green
- 1936 : Robin des Bois d'El Dorado (The Robin Hood of El Dorado) de William A. Wellman
- 1936 : Anthony Adverse de Mervyn LeRoy
- 1936 : Brumes (Ceiling Zero) d'Howard Hawks
- 1936 : Pauvre petite fille riche (Poor Little Rich Girl) d'Irving Cummings
- 1937 : Le Rescapé (The Go Getter) de Busby Berkeley (scènes coupées au montage)
- 1937 : SOS vertu ! (Wise Girl) de Leigh Jason